# Kuala Geulumpang
Kuala Geulumpang is een bestuurslaag in het regentschap Aceh Timur van de provincie Atjeh, Indonesië. Kuala Geulumpang telt 1094 inwoners (volkstelling 2010).